# Filón de Megara
Filón de Megara (fl. 300 a. C.) fue un filósofo dialéctico de la escuela megárica, aunque la ciudad de su nacimiento es desconocida. También es conocido por Filón el dialéctico. Es famoso por las disputas que tuvo con su maestro Diodoro Cronos acerca de la idea de lo posible, y los criterios de la verdad de las declaraciones condicionales.

## Vida
Filón fue discípulo de Diodoro Cronos y amigo de Zenón de Citio, aunque mayor que este último. En su discurso fúnebre mencionó a las cinco hijas de su maestro.
San Jerónimo se refiere incorrectamente a Filón como el maestro de Carnéades. Diógenes Laercio menciona a un Filón (presumiblemente diferente) que fue un discípulo de Pirrón.

## Filosofía
Filón estimaba la condición tal como hoy día se define la función de condicional en las tablas de verdad. Por otro lado, su maestro Diodoro, en la misma época, no aceptaba más que la condición en el sentido de implicación. Los escolásticos distinguieron entre proposición «formalmente hipotética», la condicional, y «materialmente hipotética», la implicación, y así ha perdurado en la filosofía tradicional.
En el siglo XIX Frege, Peirce, Russell y en general los lógicos matemáticos, aceptaron el sentido de Filón. Pero Clarence Irving Lewis (1883-1964) defendió la postura de Diodoro. Para Lewis la implicación como tal se refiere a la “inferencia” o “prueba”. La condición formal (la condicional), en cambio, únicamente muestra “lo que ocurriría o podría ocurrir si una proposición falsa fuera verdadera”, lo que abre esta problemática a la cuestión de la «modalidad», (necesidad-contingencia, posibilidad-imposibilidad). Esta postura de Lewis dio lugar a la lógica modal, de gran desarrollo actual.